# Dirección General de Recaudación Municipal de Managua
La Dirección General de Recaudación Municipal de Managua es una dependencia administrativa de la Alcaldía de Managua responsable de la gestión, recaudación y fiscalización de los ingresos municipales derivados de impuestos, tasas, contribuciones y otros tributos establecidos por ordenanzas locales.

## Funciones
Las principales funciones de esta dirección son:
- Administrar y ejecutar el cobro de tributos municipales como el impuesto sobre bienes inmuebles (IBI), licencias comerciales, tasas por servicios y multas administrativas.
- Emitir estados de cuenta, constancias de solvencia y certificados fiscales a personas naturales y jurídicas.
- Fiscalizar el cumplimiento tributario de contribuyentes en el municipio de Managua.
- Diseñar políticas de recaudación eficientes y transparentes que fortalezcan las finanzas municipales.
- Brindar atención y asesoría tributaria a la ciudadanía.
- Coordinar campañas de regularización y cultura tributaria.

## Modernización y servicios digitales
En los últimos años, la Dirección ha avanzado en procesos de modernización para facilitar el cumplimiento tributario mediante plataformas digitales:
- Implementación del portal de pagos en línea de la Alcaldía de Managua.[1]
- Integración de sistemas de consulta en línea de estado de cuenta y facturación electrónica.[2]